# Hanns Gotthard Lasch
Hanns Gotthard Lasch (* 29. September 1925 in Liegnitz; † 19. Dezember 2009) war ein deutscher Internist und Hochschullehrer.

## Leben und Wirken
Hanns Gotthard Lasch wurde 1925 in Liegnitz/Schlesien als Sohn des Juristen Gotthard Lasch geboren. Seine Schulzeit verbrachte er in Löwenberg/Schlesien, Osterode/Ostpreußen, in Augsburg und Breslau, wo er das Abitur ablegte. Nach dem Medizinstudium in Breslau und Erlangen, unterbrochen durch Arbeitsdienst, Wehrdienst und Gefangenschaft, legte er 1951 das medizinische Staatsexamen ab und wurde zum Dr. med. promoviert. Seine Weiterbildung zum Internisten absolvierte er in Heidelberg bei Karl Matthes, wo er 1959 habilitierte (Thema: Latente Gerinnung in der Blutbahn) und 1965 die Anerkennung als Facharzt für Innere Medizin erhielt.
1965 wurde Hanns Gotthard Lasch auf einen Lehrstuhl für Innere Medizin an der Universität Gießen berufen und zum Leiter der I. Medizinischen Klinik ernannt, der er bis zu seiner Emeritierung im Jahr 1993 vorstand.
Die wesentlichen Forschungs- und Arbeitsgebiete von Hanns Gotthard Lasch waren: Blutgerinnung, Herz- und Kreislaufversagen, Sepsis, Multiorganversagen, Intensivmedizin und Ethische Probleme in der Medizin und im Gesundheitswesen. Bereits in seiner Heidelberger Tätigkeit gelang es Hanns Gotthard Lasch, den Mechanismus eines bis dahin noch nicht bekannten Krankheitsbildes aufzuklären, das er „Verbrauchskoagulopathie“ nannte. In seiner Heidelberger Zeit war Lasch zudem Schularzt an der Schwesternhochschule der Universität und prägte in der Zeit der Schulleitungen Olga von Lersner und Antje Grauhan den Spitznamen „Hollywoodschule“, mit dem die Schwesternhochschule internationales Ansehen erhielt.
1972 wurde Lasch Mitglied der Deutschen Akademie der Naturforscher Leopoldina zu Halle. 1977 gründete er die Deutsche Interdisziplinäre Vereinigung für Intensiv- und Notfallmedizin e. V. (DIVI), der er bis 1988 als Präsident vorstand.

## Auszeichnungen (Auswahl)
- Dr. med. vet. h. c. der Veterinärmedizinischen Fakultät der Universität Gießen 1977.
- Mitglied der Österreichischen Akademie der Wissenschaften 1979
- Verdienstkreuz 1. Klasse der Bundesrepublik Deutschland 1985
- Ernst-von-Bergmann-Plakette 1985
- Dr. med. h. c. der Technischen Universität München 1986
- Hessischer Verdienstorden 1990
- Großes Verdienstkreuz der Bundesrepublik Deutschland 1992
- Gustav-von-Bergmann-Medaille 2001
- Paracelsus-Medaille 2002
- Verdienstorden des Freistaats Thüringen 2003